# Miss Estland

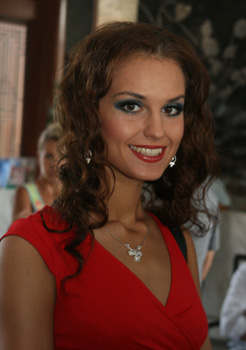
Kadi Sizask vertrat Estland bei der Miss World 2007

Miss Estland ist ein nationaler Schönheitswettbewerb für unverheiratete Frauen in Estland, der 1923 erstmals ausgetragen wurde. Im Inland heißt er auch Eesti Miss Estonia.
Erster Veranstalter war 1923 und 1925 die Filmgesellschaft Estonia-Film, die Nachwuchstalente suchte. Es folgte 1929 bis 1932 die Tageszeitung Päevaleht. Der Wettbewerb wurde während mehrerer Jahrzehnte nicht ausgetragen. Ab 1940 war Estland Teil der Sowjetunion. Der Zweite Weltkrieg und die Herrschaft des Kommunismus verhinderten weitere Veranstaltungen. Erst kurz vor dem Zerfall der Sowjetunion erlaubte die politische Liberalisierung (Perestroika) einen Neubeginn.
Die Finalistinnen nehmen an den internationalen Wahlen zur Miss World, Miss Universe,  Miss Europe und Miss Baltic Sea teil.

## Die Siegerinnen
| Jahr    | Miss Estland           |
| ------- | ---------------------- |
| 1923    | Sinaida Tamm           |
| 1924    | nicht ausgetragen      |
| 1925    | Antonie Bergmann       |
| 1926–28 | nicht ausgetragen      |
| 1929    | Meeta Kelgo            |
| 1930    | Amalie Smager          |
| 1931    | Lilly Silberg          |
| 1932    | Nadežda Peedi-Hoffmann |
| 1933–87 | nicht ausgetragen      |
| 1988    | Heli Mets              |
| 1989    | Cathy Korju            |
| 1990    | Liis Tappo             |
| 1991    | Erika Bauer            |
| 1992    | Ruth Merila            |
| 1993    | Lilia Üksvärav         |
| 1994    | Eva-Maria Laan         |
| 1995    | Enel Eha               |
| 1996    | Helen Mahmastol        |
| 1997    | Kristiina Heinmets     |
| 1998    | Kadri Väljaots         |
| 1999    | Triin Rannat           |
| 2000    | Evelyn Mikomägi        |
| 2001    | Inna Roos              |
| 2002    | Jana Tafenau           |
| 2003    | Maili Nõmm             |
| 2004    | Sirle Kalma            |
| 2005    | Jana Kuvaitseva        |
| 2006    | Kirke Klemmer          |
| 2007    | Viktoria Azovskaja     |
| 2008    | Kadri Nõgu             |
| 2009    | Diana Arno             |
| 2010    | nicht ausgetragen      |
| 2011    | Madli Vilsar           |
| 2012    | Kätlin Valdmets        |
| 2013    | Kristina Karjalainen   |